# Amedeo Fusari
Amedeo Fusari (fl. XX secolo) è stato un giornalista e dirigente sportivo italiano, considerato uno dei pionieri del rugby in Italia.

## Biografia
Pioniere del Rugby Italiano è stato il fondatore delle squadre Leoni di San Marco nel 1927 e Rugby Padova con Ferruccio Hellmann nel 1930. Inoltre era giornalista per Il Gazzettino e presidente del direttorio Veneto-Trentino della Federazione Italiana della Palla Ovale. Come dirigente sportivo, organizzò anche la maratona Padova-Venezia.
A lui è stato dedicato un torneo di rugby.